# 황강댐

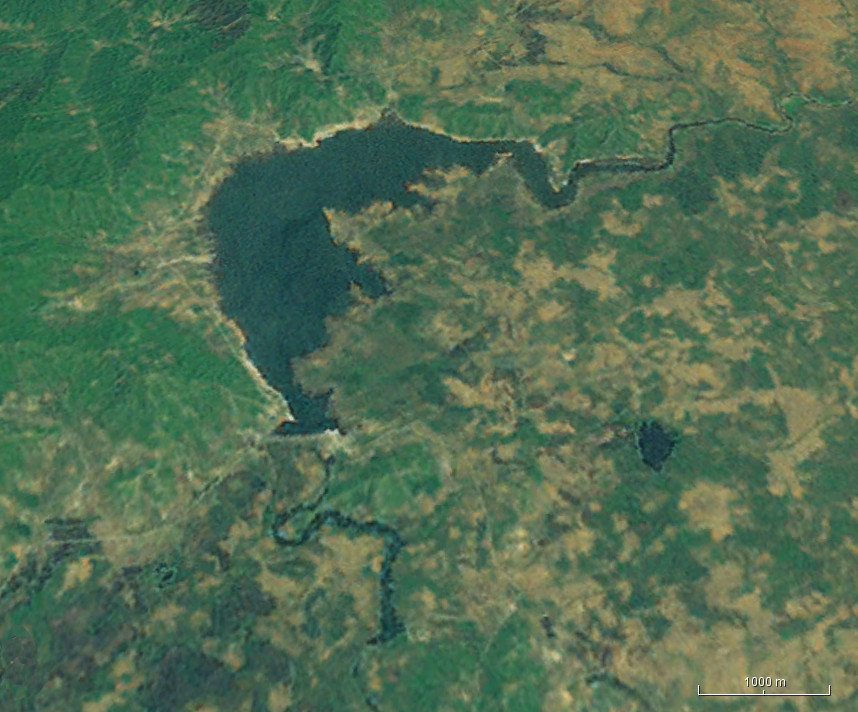
황강댐 위성 사진

황강댐(黃江댐)은 조선민주주의인민공화국 임진강 상류에 위치한 다목적 댐이다. 임진강 비무장지대(DMZ)에서 북측 27km 지점에 위치한 저수량 3억 5천만톤 가량의 소형 댐으로서 해발 고도 80m 지형에 34m 높이로 축조되었다. 2002년에 공사를 시작하여 2007년에 준공되었다.

## 방류의 대비
남북한 정부가 황강댐 관리소장과 군남댐 관리소장 간의 국제전화 통화를 금지하고 있다. 그래서 조선민주주의인민공화국이 황강댐을 방류해도, 대한민국은 알 수가 없는 상태이다.

## 필승교
조선민주주의인민공화국이 황강댐을 무단방류하는 경우, 대한민국이 설치한 가장 북쪽의 홍수 측정장치는 필승교에 있다. 황강댐에서 방류된 물은 통상 1시간 뒤 필승교에 도착한다. 황강댐이 방류를 시작하면서 전화 통보를 해주면, 대한민국 측은 10시간 동안 경보 발령을 하고 주민들을 대피시킬 수 있다.

## 군남댐
조선민주주의인민공화국 황강댐의 무단방류로 인한 피해를 방지하기 위해, 대한민국은 저수량 7,100만톤의 군남댐을 2007년에 착공, 2010년 6월 30일에 준공했다. 황강댐은 군남댐의 5배 저수량이다. 황강댐과 군남댐의 거리는 56km에 불과해 황강댐에서 기습적으로 초당 500t의 물을 내보낼 경우, 한국이 방류를 인지할 수 있는 군사분계선으로부터 군남댐까지는 불과 30분 밖에 걸리지 않는다.
한국수자원공사는 황강댐에서 방류한 물이 군남댐까지 도달하는데 8시간 이상 걸리고, 물이 흐르는 동안 강 좌우로 분산돼 충분히 대응할 수 있다고 한다.

## 2020년 한반도 집중호우
2020년 한반도 집중호우로 인해, 황강댐 북쪽의 댐 2개가 붕괴되었다. 임진강 상류 황강댐 위로는 구룡댐, 내평댐, 4월5일댐(4호), 4월5일댐(3호) 등 4개의 작은 댐이 있고, 황강댐 아래로 군사분계선까지는 4월5일댐(2호)와 4월5일댐(1호)가 있다.
이로 인해 황강댐으로 물이 밀려오자 2020년 8월 10일 부댐(새들댐·saddle댐)을 폭파시켜 물을 방류한 것으로 전해졌다. '말 안장'을 뜻하는 새들댐은 본댐의 옆에 위치하며, 강 본류의 물을 지류(계곡) 쪽으로 흘려보내 본댐이 피해를 입지 않도록 보호하는 안전장치 구실을 한다.
2020년 8월 6일, 오후 군남댐에 도착한 문재인 대통령은 "북한 황강댐이 갑자기 붕괴해도 최악의 경우까지 검토해놓아 문제가 없을 것"이라는 현장 보고를 받았다. 4일 후인 10일, 황강댐 본댐 옆의 부댐을 북한이 폭파했다.

## 역사
- 2009년 9월 6일 새벽 2시경 조선민주주의인민공화국의 황강댐 무단 방류로 한국인 6명이 사망했다.
- 2009년 10월 14일, 개성특별시 남북경협협의사무소에서 열린 임진강 수해 방지 실무회담에서 북한측은 "임진강 사고로 남측에서 뜻하지 않은 인명 피해가 발생한 데 대해 유감스럽게 생각한다"며 "유가족에 대해 심심한 조의를 표명한다"고 말했다.[3] 황강댐 방류시 사전통보하기로 약속했다.
- 2009년 10월 28일, 이명박 정부와 여당 한나라당은 국회에서 국방.통일 분야 당정회의를 가졌다. 제2의 임진강 참사를 사전에 방지하기 위한 방안으로 조선민주주의인민공화국의 황강댐과 대한민국의 군남댐간 직통전화를 개설하자는 의견이 제시되었다.[4]
- 2012년 7월 18일, 태풍 카눈 (2012년)으로 인해, 조선민주주의인민공화국은 황강댐의 수량을 조절하기 위해 대한민국에 방류 소식을 사전통보했다. 하류부가 9cm 정도 수위가 상승해 경기도 연천군 임진강 유역에서 피서를 즐기던 야영객들이 몸을 피했다.
- 2016년 5월 16일, 조선민주주의인민공화국이 황강댐을 무단방류하여, 임진강 하류의 대한민국 어민들이 피해를 입었다.
- 2016년 7월 6일, 조선민주주의인민공화국이 황강댐을 재방류했다.